# Гольцшмидт, Владимир Робертович
Влади́мир Ро́бертович Гольцшми́дт (также Вальдемар, Вольдемар, Влади-мир; Хольцшмидт, Гольдшмидт, Гольдшмит; 1886—1954) — российский и советский атлет, лектор, киноактёр, поэт. Был введён своим пермским земляком и другом Василием Каменским в одну из ведущих групп русского футуризма с Давидом Бурлюком, Владимиром Маяковским, Велимиром Хлебниковым. Вместе с Каменским был организатором и совладельцем, а затем единоличным владельцем московского «Кафе поэтов» (1917—1918), где наряду с выступлениями других футуристов демонстрировал по большей части своё тело и его возможности, называя себя при этом «футуристом жизни» и отдельно рекламируя для публики платные услуги по «оздоровлению».
Значительную часть жизни провёл в гастролях по Российской империи и СССР с аналогичными лекциями. Немногочисленные стихи Гольцшмидта современники называли «дикими» (Николай Вержбицкий), «стихобреднями» (Сергей Есенин). Отличался авантюрным складом личности, доходившим до аферизма. Эклектичная концепция «футуризма жизни» Гольцшмидта с элементами здорового образа жизни и йоги была маргинальной и не имела прямых последователей.

## Биография

### Ранний период
Дата и место рождения и сведения о раннем периоде жизни и творчества Владимира Гольцшмидта достоверно не известны и основываются на газетных сообщениях и публикациях самого Гольцшмидта. 1886 год как условный год рождения принят большинством исследователей согласно отчёту журналиста Тэдди в «Петроградской газете» о гольцшмидтовской лекции 19 декабря 1916 года, в которой он приводит слова Гольцшмидта: «Я жизнебоец и учитель здоровья Владимир Гольцшмидт, журналист, 30-ти лет!» 1889 год, указываемый как год рождения Владимиром Марковым, и 1891 год у ряда современных авторов не имеют документального подтверждения.
По утверждению самого Гольцшмидта, в Пермской губернии у него было собственное имение на станции Мулянка Пермской железной дороги (15 км от Перми), а в Перми он жил по адресу: улица Торговая, 24.

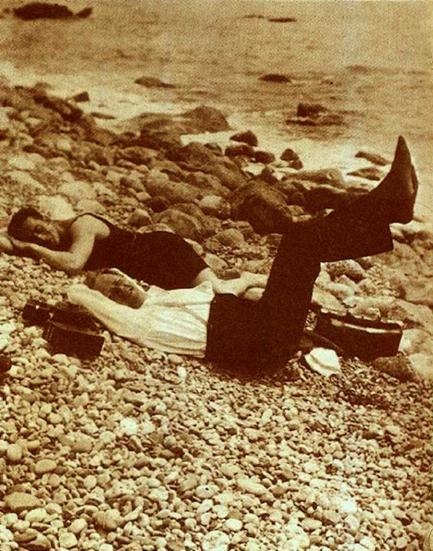
Владимир Гольцшмидт (на заднем плане) и Василий Каменский. 1916

В 1913 году Владимир Гольцшмидт начал выступать с лекциями — сначала по городам Урала и Сибири. Текст одной из лекций, прочитанной 23 ноября 1913 года в Омске, Гольцшмидт опубликовал в своей первой книге «Духовная жизнь и физическое развитие современного человека» (Пермь, 1914). В этой лекции им упоминаются «первые годы моего пребывания в Петербурге», но первое документальное свидетельство о его присутствии в столице относится только к ноябрю 1916 года — когда он подал прошение градоначальнику об организации лекции «Вот как надо жить в Петрограде».

### Начало активной гастрольной деятельности
Весной-осенью 1916 года, спасаясь от призыва в действующую армию, Гольцшмидт совместно с Василием Каменским, с которым познакомился, по всей видимости, ещё в Перми, предпринял турне по городам Крыма и Кавказа. Каменский так описывал одну из лекций своего товарища: «Атлет Гольцшмидт читал в Железноводске лекцию „Солнечные радости тела“ (физкультура). И как обычно после лекции проделывал опыт концентрации силы: он ловким ударом честно разбивал о свою голову несколько толстых досок». Одна из крымских газет писала, что лекции футуристов привлекали «избранную и отборную публику» и давали «приличный сбор».

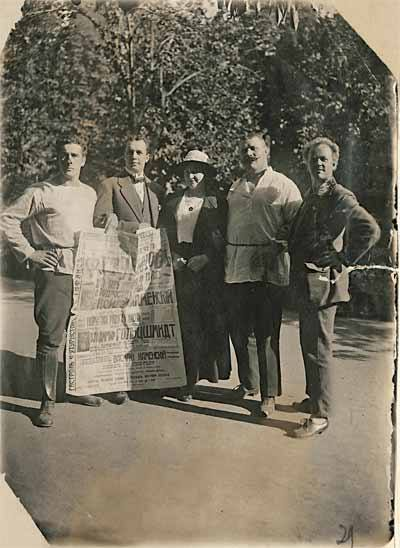
Владимир Гольцшмидт, неизвестный, неизвестная, Иван Заикин, Василий Каменский (слева направо). Крым, 1916

В 1917 году география лекций Владимира Гольцшмидта ещё расширилась; в первой половине года он читал лекции в Москве, Екатеринбурге, Перми, городах Сибири. В уральских гастролях вместе с Гольцшмидтом и Каменским также участвовала Елена Бучинская; втроём они практиковали хоровое чтение стихов Каменского.
В это же время он снялся на киностудии «А. Ханжонков и К°» в фильме «Княжна Лариса», вышедшем в прокат в марте 1917 года. Княжну Ларису в фильме играла Зоя Баранцевич, а Гольцшмидт играл Эрика, друга князя Бельского (Владимир Стрижевский), и демонстрировал по ходу фильма свою силу и выносливость. Один из рецензентов фильма ввиду слабости сценария предположил, что «видимо, сценарий написан для новоявленного „Мациста“ г. Гольцшмидта, который купается в реке Москве, борется со статистами, показывает фокусы и появляется в самые нужные моменты на выручку герою». Тот же рецензент заключил, что Гольцшмидт «имеет все „экранные“ данные, но чувствуется неопытность».

### Москва
В конце ноября 1917 года Гольцшмидт осел в Москве и вместе с Каменским стал совладельцем «Кафе поэтов» на углу Тверской улицы и Настасьинского переулка, сблизившись с Давидом Бурлюком и Владимиром Маяковским. Именно в этот период он становится известен в литературной и художественной среде, и к этому же времени относится основной объем воспоминаний о Гольцшмидте. Восприятие Владимира Гольцшмидта его современниками-интеллектуалами варьировалось главным образом от ироничной до резко негативной.
Вместе с Гольцшмидтом в «Кафе поэтов» выступала его сестра Анна Гольцшмидт — по словам Николая Захарова-Мэнского, «концертная певица, обладавшая очень приятным небольшим голосом», но певшая «незатейливые лирические романсики, ничего общего ни с футуризмом, ни с новым искусством не имевшие». После того как кафе полностью перешло во владение Гольцшмидта, он, по свидетельству Сергея Спасского и Ильи Кремлёва, поставил за буфетную стойку свою мать, а за кассу посадил младшую сестру. Это вызвало раздражение Маяковского, который тут же со сцены «Кафе поэтов», не называя имени Гольцшмидта, «обрушился на спекулянтов в искусстве».
Около кухни, на одном уровне с эстрадой у Гольцшмидта была маленькая «директорская», где стояли кровать с пологом, стол и табуретка; стены комнаты были оклеены афишами Владимира Гольцшмидта. Фотокарточки Гольцшмидта продавались в «Кафе поэтов» с буфетной стойки. Сам Гольцшмидт по отношению к своему кафе был достаточно универсален: Илья Эренбург вспоминал, что тот был в том числе и вышибалой.
Сергей Спасский описывал Гольцшмидта как ловкого авантюриста, который заигрывал с «вожаками» анархистов, не брезговал спекуляцией и сумел в начале 1918 года «за спиной всех поэтов» стать единоличным владельцем «Кафе поэтов». Номер, который Гольцшмидт занимал в это время в гостинице «Люкс» на Тверской улице, Спасский упоминал как «украшенный мехами». Екатерина Баркова, бывавшая, по её словам, в гостиничном номере Гольцшмидта, вспоминала, что «у него стоял там алтарь, покрытый чёрным бархатом, там он какие-то моления возносил».
12 апреля 1918 года Владимир Гольцшмидт установил полуметровый гипсовый памятник самому себе на Театральной площади, в сквере напротив Большого театра. Автором памятника, по свидетельству Ильи Кремлёва, был скульптор-анималист Василий Ватагин, по словам которого в пересказе Кремлёва Гольцшмидт хотел быть изображённым «гордо идущим, а пятки его должна была кусать собака». По предположению Кремлёва, Гольцшмидт «видимо, хотел показать себя в образе прогрессивного человека, которому мешают идти вперёд обыватели и мещане». Газета «Воскресные новости» назвала эту акцию «позорищем на Театральной площади». На открытие памятника Гольцшмидт написал стихотворение «Памятник Владимира жизни поставленный собственно ручно в г. Москве 12 апреля 1918 г.»:
Свой памятник протест условностям мещанства

Себе гранитный ставлю монумент,

Я славлю вольность смелаго скитанства

Не нужен мне признанья документ.

Не буду ждать когда сгнию в могиле

И дети славу будут воспевать,

Ваш тон держать в хорошем стиле

Лишь мертвецов на пьядестал сажать.

Но я мудрец иной покладки

Лишь все живое признаю,

Не жду от общества закладки

При жизни памятник кую.

<...>
Матвей Ройзман со слов Вадима Шершеневича вспоминал о другой публичной акции Гольцшмидта в июле 1918 года на Петровке. Гольцшмидт устроил демонстрацию под лозунгом «Долой стыд!», в которой он участвовал «в костюме Адама… а вместе с ним две девушки в костюмах Евы». Считается, что эта акция послужила причиной высылки Гольцшмидта из Москвы.

### После Москвы

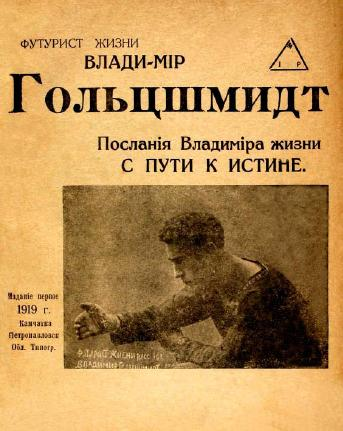
Обложка книги Владимира Гольцшмидта «Послания Владимира жизни с пути к истине» (Петропавловск, 1919)

Уехав из Москвы, Владимир Гольцшмидт в 1918—1920 годах гастролировал с лекциями «Солнечные радости тела» по провинции — особенно активно по городам Сибири и Дальнего Востока. В 1919 году он опубликовал на Камчатке книгу «Футурист жизни Владимир Гольцшмидт. Послания Владимира жизни с пути к истине». В рекламном объявлении, включённом в книгу, Гольцшмидт написал как об уже изданных вышедшей в Перми брошюре 1914 года «Духовная жизнь и физическое развитие современного человека» и остающемся неизвестным издании «Искания истинной любви и современный брак». Там же он заявил о готовности к печати романа «Владимир жизни» (об этом романе современным исследователям также ничего не известно).
В феврале-марте 1919 года Гольцшмидт выступал в Екатеринбурге и Томске с близким себе и Каменскому пермским земляком, художником Николаем Гущиным, который после этого эмигрировал через Сибирь в Китай. Томский газетный рецензент писал, что «развязные „одинокие юноши“» проповедовали «уничтожение рабства мещанской условной морали, сковывающей свободу чувства любви и полный свободный его расцвет; идеализировали простоту „изгибности“ любви животных; предлагали учредить кооперативные дома воспитания детей, так как семейная жизнь сковывает любовь, и др. в том же роде».
Гольцшмидт выпускал большое количество летучих изданий — листовок со стихотворениями и тезисами лекций, афиш, фотографических открыток с надписью «Футурист жизни Вл. Гольцшмидт». Сохранились рекламные листовки «Писатель — лектор — киноартист Владимир Робертович Хольцшмидт», «Объявление о лечении болезней гипнозом и йогой», афиша «Футуристы и живая сила». Сергей Спасский так вспоминал об этом:
…Афиши этого проповедника напоминали завывания провинциального чревовещателя. Футурист жизни — Владимир Г. — русский йог, призывающий к солнечной жизни. На плакате выделялся его портрет — пронзительное лицо под вьющимися волосами. Голая шея, а иногда и голая грудь. Среди всяких оглушительных тезисов фамильярно упоминались в качестве друзей «четыре слона футуризма» — Маяковский, Хлебников, Каменский, Бурлюк.

### Поздний период
В поздний период жизни Владимира Гольцшмидта «кругосветного путешественника и гипнотизёра» часто встречал во время его выступлений в городах Средней Азии художник Виктор Уфимцев. От него известно, что у Гольцшмидта «были автографы, стихи, записки, рукописи многих известных людей». По свидетельству того же Уфимцева, Гольцшмидт умер в 1954 году «в старости, болезнях и нищете».

## Рецепция

### Внешность

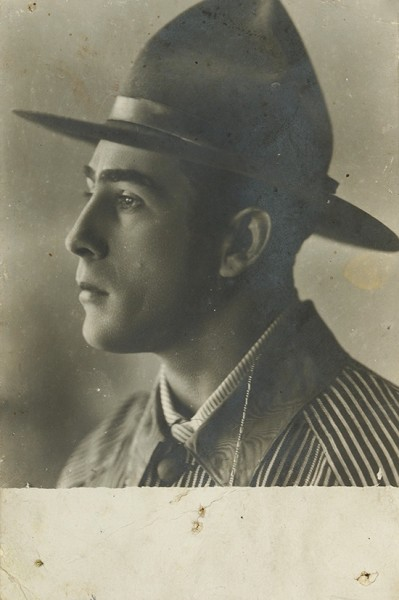
Владимир Гольцшмидт.
24 ноября 1924

Илья Эренбург описывал Гольцшмидта в романе «Необычайные похождения Хулио Хуренито и его учеников» (1922): «…с позолоченными бронзовым порошком завитками жёстких волос, с голыми ногами, невыразительным лицом и прекрасными бицепсами». Постоянный посетитель «Кафе поэтов» и слушавший лекции Гольцшмидта в Политехническом музее Дмитрий Егоров спустя полвека, напротив, вспоминал «красивое лицо греческого» типа, «аполлоновский профиль», «небольшой стройный лоб» и тоже «курчавую головку». Алексею Толстому Гольцшмидт был антипатичен, как, впрочем, и все футуристы: «…Знаменитый футурист жизни Бубыкин, с близко сидящими глазками, с серьгой, голой грудью и воловьим затылком, стихов он не пишет, говорит — ни к чему…» Про шею Гольцшмидта Сергей Спасский говорил, что она «действительно была крепкой». Илья Кремлёв вспоминал Гольцшмидта как «здоровенного мужчину с густо напудренным лицом и оголённой грудью».
Сам Гольцшмидт, судя по газетным публикациям, «хвастался» на лекциях, что «зимой и летом ходит без шапки, но зато имеет такие волосы, что и клещами их не вырвешь». Некто De 'Valois писал 20 мая 1919 года в газете «Дальний Восток» о «поэте-футуристе», в котором легко угадывался Гольцшмидт: «На поросшей буйными волосами голове никогда нет шляпы. На ногах дамские чулки, а в левом ухе болтается серьга полуторавершковой, по крайней мере, длины и соответствующей, конечно, тяжести». Спустя неделю Гольцшмидт ответил стихотворением «Тост Владимиру жизни произнесенный 27 мая 1919 г.», в котором были строки: «Пускай твои враги кретины / Возводят ложь, обман».

### Характер
Николай Вержбицкий писал о Гольцшмидте, что тот сочетал в своём характере «невероятную наглость с младенческой наивностью». Вержбицкий был свидетелем встречи Владимира Гольцшмидта с Сергеем Есениным в Баку в 1924 году во время гастролей Гольцшмидта по Кавказу — когда Есенин «до белого каления доводил твердолобого „поэта жизни“, издеваясь над его „стихобреднями“», а Гольцшмидт «вдруг засовывал свои могучие кулаки глубоко в карманы и молча уходил…»
Тот же Вержбицкий вспоминал, что Гольцшмидт в то время гастролировал вместе со своей матерью, которая сидела на выступлениях сына за кассой. После выступления он относил её домой на плече. У Есенина это вызывало восхищение: «У такого быка и такое нежное сердце! Ему за это многое можно простить!»

### Прогулки
Владимир Гольцшмидт и Василий Каменский продолжили футуристическую традицию публичных прогулок:
По Кузнецкому Мосту не так давно ходили два дебелых молодчика <В. Каменский и В. Гольцшмидт>. <…> Один в блузке из пёстрого кретона. Другой — в шёлковой, с большим чёрным крестом на шее. Немного позднее один из них <В. Гольцшмидт> проколол себе левое ухо и привесил длинную серьгу.
Николай Захаров-Мэнский вспоминал, что Гольцшмидт прогуливался по Кузнецкому и один, и в окружении поклонников — «в открытой парчовой рубашечке, декольте и куртомажнэ, в браслетах и медальонах, с обсыпанной золотистой пудрой частью кудрявой головы».
В отличие от «московских» футуристов Каменский и Гольцшмидт «прогуливались» не только по Кузнецкому Мосту в Москве, но и в других городах. Екатеринбургский журналист в 1917 году описывал их как «странных людей, возмущающих обывателей своим внешним видом»: «без шляп, легко, иногда необычно, причудливо одетые, они не укладываются в общий трафарет, установленный для всех». В Екатеринбурге к их прогулкам присоединилась гастролировавшая вместе с ними «пепельноволосая в оригинальном костюме девушка, с чёрными узорами на матовом лбу» — Елена Бучинская.

### Атрибуты
В «Кафе поэтов» у Гольцшмидта, по воспоминаниям Дмитрия Егорова, появился «большой, порядочный медальон, он был в таком духе, как сейчас [в 1960-е] вот девушки носят модные». Многие вспоминали серьгу в левом ухе и браслеты.
В 1918 году в футуристическом костюме Гольцшмидта прессой был отмечен «большой чёрный крест». Сам Гольцшмидт упоминает «чёрный агатовый крест» в своём стихотворении «Человечится малая букашка…» Вероятно, с этим же крестом Гольцшмидт изображён на обложке своей книги «Послания Владимира жизни с пути к истине», что поздний исследователь Наталья Андерсон истолковывает «как погружённость Гольцшмидта в медитативное созерцание „креста футуризма“».

### Разбивание досок о голову
Особое впечатление на современников производило разбивание Гольцшмидтом о голову досок. Екатерина Баркова вспоминала: «Я видела сама, как он разбивал невероятно тяжёлые доски о голову. Наверное, голова была очень крепкая. Здоровые табуретки разбивал. У меня всегда от него было такое впечатление, что это какая-то жвачная корова, такое выражение у него было — человек совсем без нервов». Восприятие этого номера, который в составе лекций самого Гольцшмидта и сборных выступлений футуристов трактовался как «опыт с концентрацией физической силы», вызывало вопросы о принадлежности номера футуризму, искусству и вообще чему бы то ни было.
Гольцшмидтовские доски вызывали сомнения — нередко их считали специально подготовленными к номеру. Об одном таком случае рассказывал Василий Каменский в ранних мемуарах «Путь энтузиаста» (1931). Во время гастролей 1916 года на Кавказе, где он с Гольцшмидтом скрывался от призыва в армию, им постоянно приходилось уворачиваться от вопросов по этому поводу со стороны кадровых военных. В Железноводске офицеры, увидевшие номер в составе лекции «Солнечные радости тела», «почему-то решили, что доски предварительно склеены, что это „обман“». Гольцшмидт предложил им проверить доски о свои головы, и один из офицеров принял вызов. Доска не сломалась, а офицер, «выпучив глаза, повалился на пол». По Железноводску тут же распространился слух, что футуристы избили доской по голове какого-то офицера, и Гольцшмидту с Каменским пришлось срочно перебраться в Тифлис.
Спустя пятьдесят с лишним лет, в 1968 году, архивист Виктор Дувакин в беседе с постоянным посетителем «Кафе поэтов» Дмитрием Егоровым говорил о «подпиленных досках» со ссылкой на Сергея Спасского как о само собой разумеющемся факте; Егоров, видевший номер с досками, это не подтверждал, но и не опровергал.

### Бессодержательность
ПОЙМИТЕ ВСЕ ЧУТКО, ЧТО МИРОВЫМ СТРАДАНИЕМ, НАШ ВЕК ОТКРЫЛ ВЕЛИЧАЙШИЯ СОКРОВИЩА, ХРАНИВШИЕСЯ В ТАЙНИКАХ НАШЕГО СЕРДЦА. ЭТИ СОКРОВИЩА: СВЯТОЙ АЛТАРЬ САМОПОЗНАНИЯ БЕЗДОННЫХ ГЛУБИН НАШЕГО БЫТИЯ. СВЯТОЕ-СВЯТЫХ, ВОЛЬНОДУМНОТВОРЧЕСКОЙ МЫСЛИ ОСВОБОЖДЕННОЙ ОТ ПОШЛО-МЕЩАНСКИХ УСЛОВНОСТЕЙ, ЗАКОНОВ БОГАДЕЛЬНИ С БЛЕДНОНЕМОЧНОЙ КРИТИКОЙ И КЛАССИЧЕСКОЙ ДРЕССИРОВКОЙ. КАК СЛЕДСТВИЕ МИРОВОГО СТРАДАНИЯ ОТКРЫЛСЯ ВУЛКАН БЬЮЩАГОСЯ СЕРДЦА И НАЧАЛ ВЗРЫВАТЬ ПЛЕСЕНЬ ОБЫВАТЕЛЬЩИНЫ. И В БУРНОМ СТИХИЙНОМ ГОРЕНИИ СОЗИДАТЬ НОВУЮ САМОЦЕННУЮ ЖИЗНЬ.
Набор номеров Гольцшмидта в течение одного выступления (демонстрация дыхания — чтение по большей части чужих, Каменского, стихов — превознесение своих качеств — разбивание доски о голову), завершающегося рекламой своих услуг, вызывал у современников некоторое недоумение. Сергей Спасский описал достаточно типичное для Гольцшмидта выступление в «Кафе поэтов»:
Проповедник выходил в яркой шёлковой рубахе с глубоким декольте. Шея его действительно была крепкой. Да и весь он выглядел могуче. <...> Тут же на лекции демонстрировал он дыхание, позволявшее сохранять тепло. Совсем ни к селу ни к городу читал стихи, преимущественно Каменского. Впрочем, и одно своё, воспевающее его собственные качества. Но главный, центральный номер преподносился в конце. Г<ольцшмидт> брал деревянную доску. Публика призывалась к молчанию. Г<ольцшмидт> громко и долго дышал. И вдруг хлопал себя доскою о темя. Все вскрикивали. Доска раскалывалась на две. Аплодисменты. Г<ольцшмидт> стоял гордо. Во всеуслышанье сообщал свой адрес. Желающих поздороветь просил обращаться к нему.
Однако «оздоровительная» часть лекций зачастую воспринималась публикой доброжелательно. Тифлисский журналист в 1916 году с удовлетворением рассказывал, что «г-н Гольцшмидт читал о необходимости более здоровой и гигиенической жизни, призывал дать телу больше свободы и простоты и не заковывать его в „воротниках испанской инквизиции“. Призывал в интересах здоровья ходить без шапки, дать костюму легкотканную и свободную оболочку, жить просто и быть ближе к природе». Екатеринбургский журналист в 1917 году писал, что лекция Гольцшмидта носила «практический, деловой характер и во многом заставляла считаться с выставленными в ней положениями необходимости реформы в одежде, питании, привычках культурных людей».

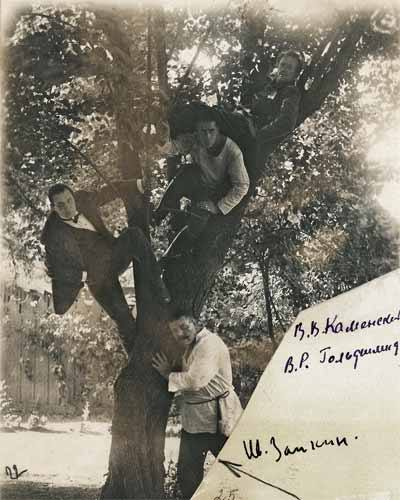
Иван Заикин, неизвестный, Владимир Гольцшмидт, Василий Каменский (снизу вверх). Крым, 1916

Для Дмитрия Егорова Гольцшмидт в сравнении с другими героями «Кафе поэтов» был пустым персонажем:
Там, в Настасьинском переулке [в «Кафе поэтов»], его выступления были беспомощны. Я его помню <…>, когда этот Гольцшмидт вывешивал афиши по всей Москве — объявлял конференцию девушек. Он выступал в Политехническом музее вот перед девушками, пленяя их своей красотой, и плёл всякую ерунду. Он брал на себя миссию, вообще, объяснить, как жить нужно, как укреплять тело и так далее. Он говорил, например: «Как вы спите, девушки? Ведь самая естественная поза для человека — это поза нерождённого ребенка: он держится в чреве матери скорчившись, и его ручки положены между приподнятых коленочек». Ну, Гольцшмидт, конечно, — это фигура проходящая.
Илья Кремлёв, побывавший в «Кафе поэтов» несколько раз, вспоминал, что «конечно, меня привлекал не Гольцшмидт, а выступавшие там поэты, в доверие к которым втёрся этот проходимец». Николай Вержбицкий, видевший Гольцшмидта в Баку в 1924 году, писал, что тот «выступал в клубах с совершенно дикими стихами, а в заключение вечера, к большому удовольствию публики, раскалывал о свою голову толстенные доски».

### Авантюризм

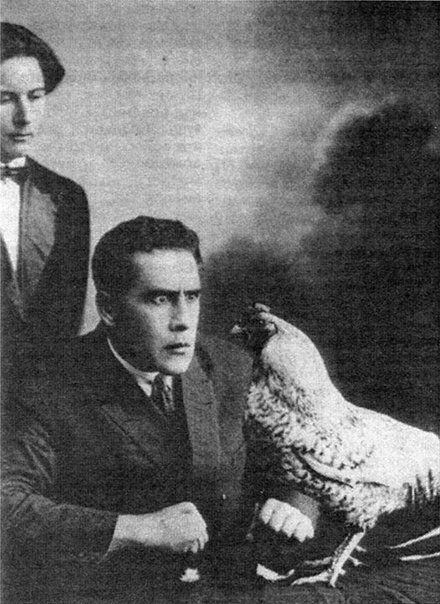
Владимир Гольцшмидт с ассистентом Григе (Сашей Свидерским) гипнотизируют петуха. 1930-е

Алексей Толстой Гольцшмидта демонизировал — для него он был одним из «зловещих вестников надвигающейся катастрофы»:
Это были прожорливые молодые люди, с великолепными желудками и крепкими челюстями. Один из них — «учитель жизни» — для доказательства своей мужской силы всенародно ломал на голове доски и в особых прокламациях призывал девушек отрешиться от предрассудков, предлагая им свои услуги. (Год тому назад [в 1918 году] я видел его в Москве, он был в шёлковой блузе, в золотых браслетах, в серьгах, и с волосами, обсыпанными серебряной пудрой.)
За Гольцшмидтом постоянно тянулся криминальный шлейф. В мае 1916 года, во время крымских гастролей с Василием Каменским, Гольцшмидт был обвинён в краже бриллиантовой броши стоимостью 6000 рублей у артистки Театра Незлобина Т. Н. Либекинд, с которой он, Каменский и ещё два лица поехали кататься из Симеиза в имение Филибера в Голубой залив. В краже был обвинён именно Гольцшмидт, у которого до окончания следствия был отобран паспорт.
По воспоминаниям Екатерины Барковой, «в 26—27 годах про Гольцшмидта было написано, что он где-то в Белоруссии наделал много ерунды, то есть соблазнял жён ответ<ственных> работников, внушал им всяческие неподобающие речи насчёт йогов и т. д., те в провинции его с удовольствием слушали, а потом он накрал у них много ценных вещей и куда-то исчез. Красивый был человек».
В противоположность тому, что «критики и недоброжелатели изображают „футуриста жизни“ шарлатаном от искусства, заведомым проходимцем и нечистым на руку альфонсом», Наталья Андерсон ретроспективно причисляет Владимира Гольцшмидта к кэмпу в редакции Сьюзен Зонтаг и приписывает ему, по Зонтаг, «дух экстравагантности», «смесь преувеличенности, фантастичности, страстности и наивности».

## Критика концепции «футуризма жизни»
Поэты, художники, философы, перенесите всё ваше творчество в жизнь. Творите красоту прежде всего в себе и вокруг себя… В своей внешности, в окружающей вас обстановке, в своих движениях.
Писать стихи на бумаге и писать картины на полотне не есть ещё всё искусство. Определённее сказать — есть истинные поэты, есть удивительные художники, которые не пишут ни на бумаге, ни на полотоне, а творят искусство из жизни. За последнее время стали появляться поэты — художники жизни, отрицающие бумагу и полотно как средство передачи своих художественных идей. Молодой философ Гольцшмидт, поэт духовной жизни человека, говорит: мои стихи — дни, мои картины — мир вокруг, моё художественное произведение — моя жизнь, жизнь человечества — высшее искусство, моё вдохновение — свобода жизнетворчества.
Не отрицая связь Владимира Гольцшмидта с русским футуризмом, поздние его исследователи Владимир Альфонсов и Сергей Красицкий называли фигуру Гольцшмидта «весьма одиозной даже среди футуристов». Современник Владимира Гольцшмидта Сергей Спасский считал его «примазавшимся к футуризму». Один из первых исследователей русского футуризма Владимир Марков характеризовал Гольцшмидта как «второстепенного, но колоритного персонажа» будетлянского зоопарка.

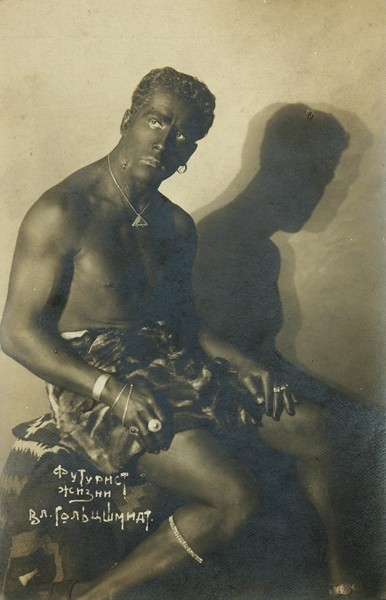
Владимир Гольцшмидт в образе аборигена. Начало 1920-х

Концепция «футуризма жизни» Владимира Гольцшмидта была эклектична и включала в себя несколько популярных в начале XX века идей. Основной из них была система естественного оздоровления организма датского пропагандиста лечебной гимнастики Йоганнеса Петера Мюллера. Тезисы Гольцшмидта иногда буквально повторяют положения Мюллера о правильном дыхании, лечебной роли солнечных лучей, обнажении тела на открытом воздухе и т. д. Вторая составляющая концепции Гольцшмидта — комплекс идей, связанных с учением индийских йогов. Гольцшмидт пользовался по большей части многократно издававшимися в России книгами известного под псевдонимом йог Рамачарака Уильяма Уокера Аткинсона. На них и на книги схожей тематики, публиковавшиеся издательством Алексея Суворина, Гольцшмидт ссылался в своих лекциях.
Эпатажность выступлений Владимира Гольцшмидта, демонстрировавшего эти идеи на собственном теле, некоторым образом связывала их с представлениями в русском футуризме об экстраординарных духовных и физических возможностях «нового человека». Публичные акции и прогулки Гольцшмидта, по мнению Владимира Полякова, «были вдохновлены» знаменитыми «прогулками» Михаила Ларионова, Давида Бурлюка, Казимира Малевича и других художников в футуристическом гриме по улицам Москвы в 1913—1914 годах. Но Гольцшмидт не помогал, по выражению Михаила Ларионова и Ильи Зданевича, «искусству вторгнуться в жизнь»; по Полякову, «для него сама жизнь, осознаваемая в первую очередь в её активных, телесных проявлениях, становится единственно возможной формой искусства».
Появившиеся позже, в 1920-х годах, так называемые «вечера» обнажённого или «освобождённого» тела Ю. Арса и Льва Лукина почти никак не были связаны с опытами Гольцшмидта. «Учение» Владимира Гольцшмидта, как считает Владимир Поляков, «в основе своей оставалось маргинальным и не имело прямых последователей».

## Владимир Гольцшмидт в литературе
Владимиру Гольцшмидту посвящено стихотворение Василия Каменского «В Дельфине» из авторского поэтического сборника «Звучаль веснеянки» (1918).
В романе Ильи Эренбурга «Необычайные похождения Хулио Хуренито» (1922) есть персонаж по фамилии Хрящ, «чемпион французской борьбы и „футурист жизни“, дававший советы молодым девушкам, как приобщиться к солнцу». Эренбург воспроизводит в романе водружение Гольцшмидтом памятника самому себе на Театральной площади в Москве.
Сергей Есенин упоминает Владимира Гольцшмидта в проходном стихотворении, написанном 5 октября 1924 года в Баку. Гольцшмидт, познакомившийся с Есениным в 1918 году в Москве в «Кафе поэтов», случайно встретился с ним во время своих гастролей по Кавказу в 1924 году.
Эх, жизнь моя,

Улыбка девичья.

За Гольдшмита пьём

И за Галькевича.

Будет пуст стакан,

Как и жизнь пуста.

Прижимай, Муран,

Свой бокал к устам.
Гольцшмидт как одна из ярких фигур своего времени упоминается во многих мемуарах, в том числе в поздних мемуарах Ильи Эренбурга «Люди, годы, жизнь» (1960—1967).

### Прижизненные издания
- Гольцшмидт В. Духовная жизнь и физическое развитие современного человека. — Пермь, 1914.
- Гольцшмидт В. Послания Владимира жизни с пути к истине. — Петропавловск, 1919.
- Хольцшмидт В. Книга душистой травы. — 2-е изд. — [Б. м.]: [Издание автора], 1923. — 32 с.

### Посмертные издания
- Гольцшмидт В. Послания Владимира жизни с пути к истине / Составление, предисловие и комментарии Н. Андерсон. — [Б. м.]: Salamandra P.V.V., 2010. — 85 с. — (Библиотека авангарда).

## Комментарии
1. ↑  Аллюзия на Вели-мира Хлебникова.
2. ↑  Эти сведения содержатся на последней странице обложки первого издания книги Владимира Гольцшмидта «Духовная жизнь и физическое развитие современного человека» (Пермь, 1914).
3. ↑  Сохранены авторские орфография и пунктуация.
4. ↑  Стихотворение перекликается со стихотворением Василия Каменского «Василий Каменский — Живой Памятник» из авторского сборника 1918 года «Печаль веснеянки» (см.: Андерсон Н. Комментарии // Гольцшмидт В. Послания Владимира жизни с пути к истине / Составление, предисловие и комментарии Н. Андерсон. — [Б. м.]: Salamandra P.V.V., 2010. — С. 49.).
5. ↑  При том, что многие называют Гольцшмидта атлетом, спортсменом, поздние исследователи никак не связывают его самопрезентацию с развившимся десятилетиями позже культуризмом (в особенности соревновательным) и демонстрационными выступлениями силовых спецслужб.